# درب هنز
درب هنز روستایی از توابع دهستان جلگه در بخش مرکزی شهرستان بهاباد استان یزد است.

## جمعیت
این روستا بر اساس سرشماری سال ۱۳۸۵ جمعیت آن ۱۰۰نفر (۲۳خانوار) می‌باشد.
شهر بهاباد قدیم در میان راه قدیمی احمد آباد در بین دو روستای جنت آباد و درب هنز در فاصله‌ی ۳ کیلومتری روستای احمد آباد قرار داشته که شاهد آن تپه‌های شنی بسیاری است که در اطراف آن موجود است، به نام شهری که در خاکبرداری از این تپه‌ها آثار دیوارها و خم‌های رنگی و میدانچه‌های نقلی و کوچک که البته اکنون از میان رفته‌است به دست آمده‌است.
این روستاها در۷ کیلومتری بهاباد و ۲۲۰ کیلومتری شمال شرقی یزد و ارتفاع آن از سطح دریا ۱۴۳۰ متر است.
بیشتر مردم آن به کشاورزی و دامپروری مشغول بوده و دین مردم، اسلام (شیعه) می‌باشد. از محصولات کشاورزی این منطقه می‌توان به گندم، جو، زیره، پسته، روناس، انار نام برد. مقبره بی بی فاطمه شفا در این روستا قرار دارد. روستای درب هنز قدمتی دیرینه دارد و در تاریخ نقل شده‌است که در زمان مغول‌ها هنگام حمله به بهاباد این روستا هم به کلی نابود شده و دوباره بازسازی شده‌است. آثار باستانی مکینه واقع در این روستا موید قدمت سکونت بشر در این منطقه می‌باشد. این روستا یکی از روستاهای کویری ایران است که در حاشیه دشت لوت واقع شده ولی با این حال سرسبز است. در قدیم هندوانه و خربزه این روستا بسیار معروف بوده‌است ولی اکنون بیشتر باغات این روستا مربوط به پسته‌است.